# Mort d'Olivio Gomes
Pour les articles homonymes, voir Gomes.
Le texte peut changer fréquemment, n’est peut-être pas à jour et peut manquer de recul. 
Le titre et la description de l'acte concerné reposent sur la qualification juridique retenue lors de la rédaction de l'article et peuvent évoluer en même temps que celle-ci.
La mort d'Olivio Gomes est médiatisée lorsque celui-ci est tué par la police à l'âge de 28 ans, le 17 octobre 2020 à Poissy. Le policier est mis en examen pour homicide volontaire peu après le décès, puis renvoyé aux assises en 2024, des décisions rares dans ce type d'affaire.

## Biographie de la victime
Olivio Gomes est né le 15 février 1992 à Canchungo (Guinée-Bissau). Il a la nationalité française. Le jour de son décès, il a deux enfants, âgés de 4 ans et de 18 mois .

## Faits
Olivio Gomes est tué de trois coups de feu à bout pourtant, après que les policiers de la BAC75N (brigade anticriminalité de nuit de Paris) filent à cause de « manœuvres erratiques », selon eux. Un ami de la victime, expliquera au Monde que c'était à cause « un problème de parallélisme de la voiture qu'Olivio avait prévu de régler », version confirmée par l’expertise judiciaire. Les policiers  arrêtent la voiture qu'il conduisait sans permis au niveau de la ville du Chesnay (Yvelines).
Ensuite, les récits divergent. D’après les passagers, la voiture de la BAC empêchait Olivio Gomes d’ouvrir sa portière : il devait démarrer pour sortir du véhicule, « ce qu’il fait “brutalement, à une vitesse de 19 km/h” » selon l’expertise judiciaire. Les policiers indiquent au contraire à la famille qu’Olivio Gomes a essayé de foncer sur un brigadier. Ce dernier explique au juge d’instruction qu'il était face au pare-brise de la voitiure quand il a tiré, ce que l'expertise judiciaire démentira.
La version de la police est reprise dans la presse locale qui évoque faussement un « chauffard abattu » après une « course poursuite », dans ce que Le Monde décrit a posteriori comme un exemple de « construction médiatique des profils des victimes ».
Plus de deux cents personnes participent à une marche blanche à Argenteuil un an après le drame,.

## Suites judiciaires
La version du tireur, selon laquelle Olivio Gomes aurait tenté de l’écraser en voiture alors qu’il allait le contrôler, est contredite par l’enquête de l’Inspection générale de la Police nationale (IGPN),.
Une semaine après la mort, le tireur, Gilles G., est mis en examen pour « homicide volontaire »,, et risque un procès devant une cour d'assise, ce qui est rare dans ce type d'affaire,. Libération cite un autre exemple récent d'une telle mise en examen : l’affaire du Pont-Neuf à Paris, quand le 24 avril 2022 un policier tire neuf balles de fusil d’assaut sur une voiture et tue deux de ses occupants. Le policier est ensuite placé sous contrôle judiciaire, tout en continuant à travailler pour la police nationale.
L'expertise du 5 mars 2021 décrit la trajectoire des balles, qui rendent la version du policier « matériellement impossible », selon la juge d’instruction. Le policier n’a pas fait feu face au véhicule : le pare-brise de la voiture d’Olivio Gomes est intact. Une reconstitution est organisée dans la nuit du mardi au mercredi 18 mai 2022,. Les investigations sont closes le 13 octobre 2022 et en janvier 2023 le parquet de Versailles requiert le renvoi de Gilles G. devant la cour d’assises des Yvelines, des réquisitions jugées rarissimes. La décision de renvoi est prise par la juge d'instruction, en janvier 2024,,. Le policier fait appel, mais dans son arrêt, la chambre de l’instruction de la cour d’appel de Versailles  maintient que « l’intention homicide » de Gilles G. est caractérisée, celui-ci « ne [pouvant] pas avoir légitimement craint pour sa vie ». 